# Hart Sheik
Pour les articles homonymes, voir Sheik (homonymie).
Hart Sheik (en somali : Harta Sheekh) est une ville de l'est de l'Éthiopie située dans la zone Fafan de la région Somali. Elle est connue pour avoir abrité le plus grand camp de réfugiés au monde pendant les années 1990.

## Agglomération
Également appelée Harta-Sheekha, Hartisheik ou Hartishek,,, la ville d'Hart Sheik se situe dans le woreda Kebri Beyah une vingtaine de kilomètres au nord-est de la ville homonyme.
Le recensement national de 2007 y fait état d'une population de 14 012 habitants qui dépasse à l'époque celle de Kebri Beyah.
Ses habitants sont principalement des Somalis du clan Sa'ad Musa (en)[réf. souhaitée].

## Camp de réfugiés
Avec plus de 250 000 personnes, le camp d'Hartisheik a été un temps le plus grand camp de réfugiés au monde. Des centaines de milliers de réfugiés somaliens y trouvent refuge pendant l'effondrement du gouvernement de Mohamed Siad Barre en 1988 et la guerre des clans du début des années 1990. Un marché très actif se développe à l'intérieur du camp. Les convois de rapatriement organisés vers le Somaliland par le Haut Commissariat des Nations unies pour les réfugiés s'échelonnent de 1997 à 2004.
Ouvert dans les années 1980, le camp de réfugiés ferme officiellement en 2004 mais jusqu'à 6 000 réfugiés restent sur le site en 2005 et quarante enfants y meurent de malnutrition cette année-là.
À la fermeture du camp d'Hartisheik en 2004, les camps d'Aisha et de Kebribeyah hébergent encore de l'ordre de 24 400 personnes, le second hébergeant surtout des réfugiés du sud de la Somalie.